# ويستباك
ويستباك، المعروفة ببساطة باسم ويستباك، هي بنك أسترالي ومزود خدمات مالية مقرها في سيدني، أستراليا. تأسس في عام 1817 باسم بنك نيو ساوث ويلز، واستحوذ على البنك التجاري الأسترالي في عام 1982 قبل إعادة تسميته بعد ذلك بوقت قصير. إنه أحد البنوك «الأربعة الكبرى» في أستراليا وهو أول وأقدم مؤسسة مصرفية في أستراليا. اسمها هو لفظ منحوت من «الغربية» و «المحيط الهادئ».
اعتبارًا من مارس 2018، لدى ويستباك 14 مليون عميل، ويعمل بها ما يقرب من 40.000 موظف.

## روابط خارجية
- الموقع الرسمي